# Darhan
Pour les articles homonymes, voir Darhan (homonymie).
 (janvier 2016).
Si vous disposez d'ouvrages ou d'articles de référence ou si vous connaissez des sites web de qualité traitant du thème abordé ici, merci de compléter l'article en donnant les références utiles à sa vérifiabilité et en les liant à la section « Notes et références ».
Darhan est une série jeunesse québécoise écrite par l'auteur Sylvain Hotte et publiée aux Éditions des Intouchables et republiée chez Pocket Jeunesse en France en 2012.
La série traite des aventures de Darhan, un jeune berger de 13 ans des steppes mongoles, du temps des guerres entre les armées mongoles et perses.

## Résumé des tomes de Darhan
Tome 1La Fée du lac Baïkal (sorti en 2006)
Darhan, un jeune berger des steppes mongoles dont le père a disparu pendant la guerre, est vendu à l'armée de Gengis Khan par son oncle Ürgo, un homme cupide. Forcé de quitter sa mère et ses sœurs, il part à l'aventure la rage au cœur, tout en promettant de revenir un jour auprès des siens. 
Avec ses compagnons, il parcourt les royaumes majestueux de la Chine et de la Transoxiane, interminable succession de montagnes et de déserts, à la rencontre de créatures obscures et d'êtres fantastiques.
Tome 2Les Chemins de la guerre (sorti en 2006)
Gengis Khãn a déclaré la guerre à Mohammed Shah. L'armée mongole se met donc en marche vers la cité perse de Samarkand et Darhan fait partie des rangs. Tarèk, le puissant chaman qui escorte le khãn, reconnaît le garçon, fils de Sargö, l'homme qu'il a vendu à Zao Jong. Le sorcier comprend alors que Darhan réussira à contrer ses sombres desseins. 
Dans ce deuxième tome, le périple de Darhan le conduit dans les monts Tian Shan et la ville de Kachgar, et jusque dans le royaume perse, où découvertes et dangers l'attendent. 
Tome 3La Jeune Fille sans visage (sorti en 2006)
La guerre contre les Perses a commencé. Le jeune Subaï se rend au palais de Mohammed Shah pour rencontrer Zohar, le magicien mystérieux, le seul qui puisse empêcher le chaman Tarèk d'enlever la jeune fille sans visage qui lui permettrait d'accéder au pouvoir suprême.
Yoni et ses filles ont fui dans le désert. La menace de Günshar le mort-vivant plane sur le voyage. Pour protéger ses filles, Yoni devra-t-elle les abandonner à leur destin ?
En affrontant Tarèk, Darhan tombe sous son emprise. Il lui faudra toute la force de son cœur pour échapper à l'ensorcellement.
Tome 4La Malédiction (sorti en 2007)
De sombres nuages planent au-dessus de la tête de Darhan et de ses compagnons. Depuis la mort du chaman Tarèk dans les ruines de la tour de Zohar, plus rien n’est pareil. Les esprits du malin se manifestent, empoisonnant l’âme et le corps de chacun. Afin de préserver ceux qu’il aime, Darhan les abandonne et part seul avec Bun-yi, la jeune fille sans visage, qu’il doit raccompagner au lac Baïkal. Il tombera peu à peu sous le charme de celle-ci et sera confronté à un choix difficile entre le monde réel, fait de chair et de souffrance, et celui des esprits, fait de calme et d’oubli. 
Tome 5Les Métamorphoses (sorti en 2007)
Les pleurs de la jeune fille sans visage ont recommencé à hanter les rives du lac Baïkal. Ensorcelé par les pouvoirs de Bun-yi, Darhan nage désormais avec les esprits du grand lac mythique. Mia et Koti tentent par tous les moyens de le ramener dans le monde des vivants. Pour y parvenir, elles doivent d’abord libérer Zara qui, emprisonnée sous la robe maléfique, se débat dans les méandres d’un affreux cauchemar. Le destin du berger des steppes et de la jeune servante de Kachgar sont intimement liés, et, malheureusement, la solution que cherchent désespérément Mia et Koti se trouve à Karakorum, dans l’antre du chaman Tarèk.
La petite Mia, aidée du cheval Gekko, part donc à la recherche d’un talisman qui permettra à Zara et à Darhan de se rejoindre dans l’au-delà, et de revenir à la vie. Mais un obstacle terrible se dresse sur sa route: Günchar le mort-vivant, qui dispose d’une armée, et cette armée est prête à l’aider à régler ses comptes…
Tome 6L'Esprit de Kökötchu (sorti en 2007)
Ogodeï prépare la guerre de son père, Gengis Khān, contre le royaume Tangut de Shenzong. Pour ce faire, il envoie son frère Dötchi patrouiller sur les berges de la rivière Huang He avec un détachement militaire composé d’un millier d’hommes.
La métamorphose de l’aîné des fils de l’empereur mongol est achevée. Il est maintenant le terrible chaman Tarèk. De plus, il a un nouvel allié aussi étrange que redoutable, Kian’jan, le jeune mercenaire tangut qui a renié ses anciennes amitiés. Darhan, Hisham et Subaï se mettent en route à la suite du détachement militaire dans le but de ramener leur ami à la raison.
Mais que se cache-t-il vraiment dans le cœur de Kian’jan? Et quel destin funeste le lie à l’esprit de Kökötchü?
Tome 7L'Empereur Océan (sorti en 2008)
Le roi Shenzong a été assassiné. Les manigances d'Asa-Gambu et de Kökötchü ont porté fruit. Le terrible général affrontera Gengis Khan sur le mont Helanshan et l'esprit noir du chaman pourra exercer sa vengeance.
Alors que Kian'jan s'est mystérieusement envolé, Darhan est retenu prisonnier après avoir vainement essayé d'empêcher la mort du roi. Afin de recouvrer sa liberté, il accepte de porter une missive au nom d'Asa-Gambu, qui promet de faire de lui un guerrier "hors du temps" et de lui révéler des secrets très anciens. 
Mais la trahison est au rendez-vous, et les jours de Gengis Khan semblent comptés. Qui donc tire les ficelles de cette sordide histoire? Et si la solution se trouvait enfouie dans le cœur de Darhan et de Kian'Jan?
Tome 8Le Voyageur (sorti en 2008)
Gengis Khan a été blessé mortellement sur le mont Helanshan. Désormais, c’est Ögödei qui dirigera la destinée du puissant empire Mongol. Alors que son frère Tului et ses généraux achèvent l’invasion du royaume Tangut, le nouveau Khan prépare la prochaine guerre contre le royaume des Jins. 
Le roi Aïzong a toutes les raisons d’être préoccupé. Il sait que ce n’est qu’une question de temps avant d’essuyer les foudres d’Ögödei. Et comme un malheur ne vient jamais seul, les armées Song en profitent pour se masser près de Nanjing sur la frontière Sud. C’est alors qu’il fera une rencontre des plus inattendue, celle de Hisham le Perse et Subaï le petit voleur de Karakorum.
À l’autre bout des royaumes d’Orient, Darhan poursuit le faucon blanc qui a émergé de la poitrine du général Asa-Gambu. Malgré les remontrances de l’esprit des steppes, qui menace de l’abandonner à jamais, le jeune guerrier continu obstinément sa route. Le vol de l’oiseau le mène à travers les montagnes du Sichuan, jusqu’à un grand monastère caché parmi les nuages et les neiges éternelles. Il y fera la rencontre de moines étranges qui semblent appartenir à un autre monde. 
Tome 9La Quête (sorti en 2009)
Darhan, le voyageur des esprits, a refusé la guerre. Il a retrouvé Zara et s'apprête à revenir sur sa terre natale de Mongolie. Il doit reprendre l'élevage des moutons, reconstruire sa yourte et tout préparer pour accueillir l'enfant qui va bientôt naître. 
Tome 10L'Aigle et le Dragon (sortie prévue le 31 mars 2010)
Ogödeï Khan et ses armées sont aux portes de Pékin. Le temps presse. Les Song du sud sont en marche et menacent de prendre Keifeng de revers. L’empereur mongol n’a pas de temps à perdre. Pour arriver à ses fins, la cruauté du nouveau Khan sera sans limite. Et ce malgré les dernières recommandations que fit son père sur son lit de mort.